# Edifício do Governo Metropolitano de Tóquio

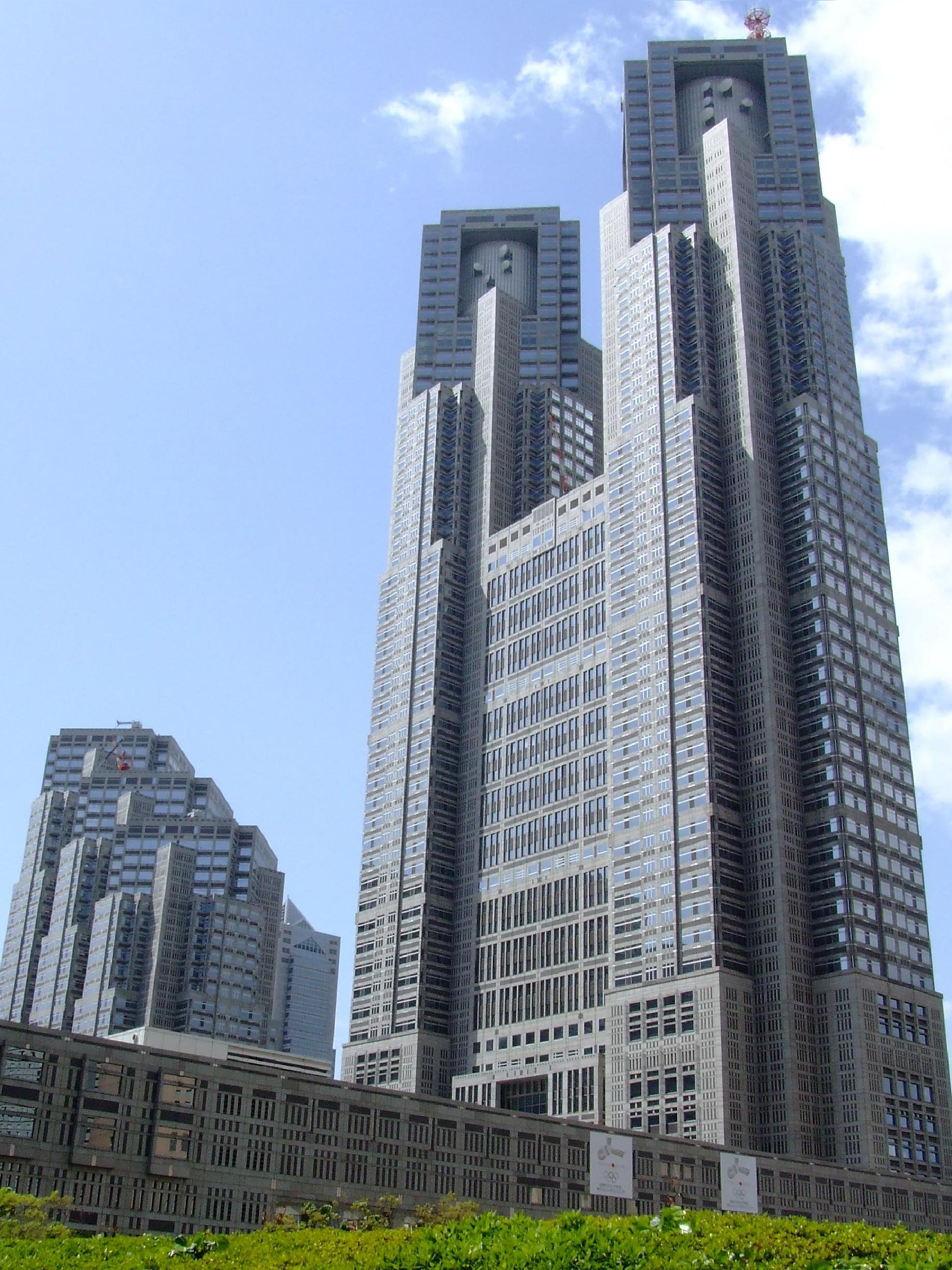

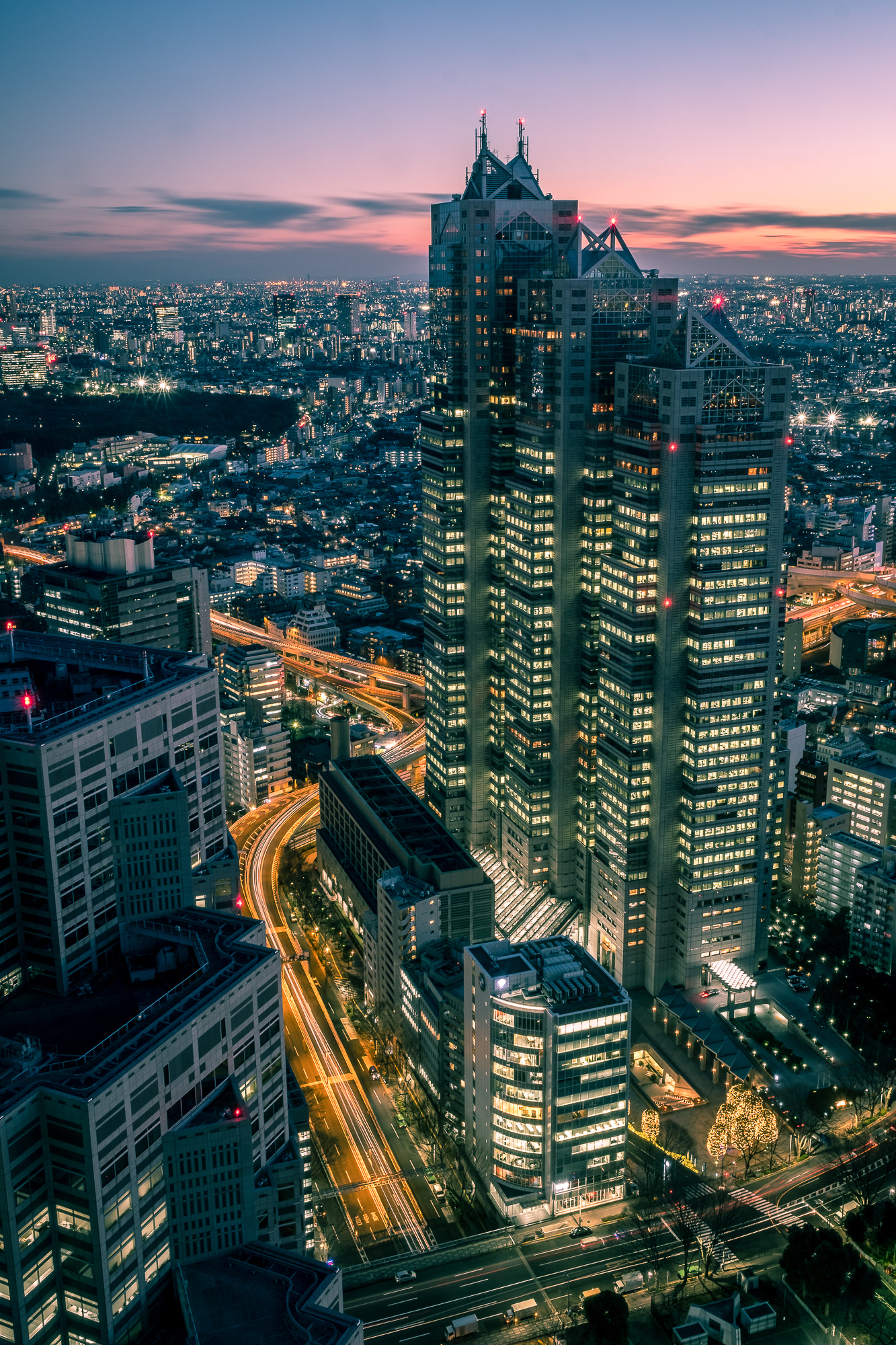

O Edifício do Governo Metropolitano de Tóquio (東京都庁舎, Tōkyō Tochōsha), abriga a sede do Governo Metropolitano de Tóquio, que governa as regiões especiais, cidades, vilas e aldeias que compõem a Metrópole de Tóquio como um todo. Localizado em Shinjuku, foi concluído em 1991 com 48 andares. O edifício é constituído por um complexo de três estruturas. O mais alto e mais destacado dos três é Tokyo Metropolitan principal edifício No.1. Foi concluído em 1991 à custa de 157 bilhões de ienes (cerca de $ 1 bilhão de dólares) de dinheiro público. É um dos arranha-céus mais altos do mundo, com 243 metros (799 ft).

## Na cultura popular
Embora não ganhou o mesmo grau de reconhecimento mundial como a Torre de Tóquio, o edifício tem vindo a representar a metrópole no seu próprio direito. Ele freqüentemente aparece na ficção científica japonesa como um símbolo de autoridade ou, muitas vezes, servindo como base de cena mostrando uma Shinjuku futurista ou pós-apocalíptica.
- No OAV Mensagem da série de anime Yoroiden Samurai Troopers de 1991, o telhado é quando o espírito de Suzunagi se manifesta primeiro.
- No filme de Godzilla de 1991, Godzilla vs King Ghidorah, o edifício do governo Metropolitana é destruída por Godzilla em uma luta com Mecha-King Ghidorah.
- O edifício do governo metropolitano é o último marco restante de Tóquio depois que a mesma está em ruínas na série de anime, Mobile Fighter G Gundam.
- No filme e série de TV versões do anime X da CLAMP, a sede dos Dragões da Terra está localizada abaixo do complexo de edifícios.
- É o prédio com duas torres constantemente visto em Digimon Tamers. Em Digimon Tamers o edifício é a sede da organização Hypnos, e várias grandes batalhas ocorrem no prédio.
- Em Ghost in the Shell: S.A.C. 2nd GIG, o complexo fica, meio debaixo d'água, no topo do "Instalação Nuclear Subterrânea de Shinjuku", uma localização notável dentro de uma subtrama recorrente.[1]
- No jogo Final Fantasy XV o edifício serviu de base para a Cidadela da Cidade Real de Insomnia.